# Charlot nei guai
Charlot nei guai (Triple Trouble), conosciuto anche come I mutamenti di Charlot e Charlot e le spie, film di montaggio interpretato da Charlie Chaplin, fu proiettato la prima volta l'11 agosto 1918.
Dopo le vicissitudini del film Carmen, Chaplin era ormai passato alla Mutual da due anni, quando alla Essanay pensarono di creare un nuovo film di Charlot riutilizzando spezzoni di scarto del cortometraggio Charlot ladro, oltre a due scene del lungometraggio Life, che Chaplin aveva lasciato incompiuto.
Le scene addizionali furono affidate allo stesso Leo White che aveva "allungato" Carmen e che, per dare un senso al tutto, inventò la storia delle spie (di cui egli stesso interpretò il capo) che cercavano di impossessarsi della formula del nuovo esplosivo inventato dal colonnello Nutt.
Il film, piuttosto confuso e senza grandi pregi artistici, mostra però l'abilità di White nel raccordare le scene di recupero e quelle
nuove da lui girate.

## Trama
Charlot trova lavoro come addetto alle pulizie nella casa del Colonnello Nutt (il professor Omobono nella versione italiana) che ha appena inventato un potentissimo esplosivo. Mentre il maggiordomo presenta Charlot allo scorbutico cuoco, il Colonnello Nutt mostra il suo nuovo esplosivo a sua figlia. Nel frattempo, agenti del “Pretzelstrass” si incontrano con il cosiddetto Conte che ha un piano per ottenere l'invenzione del Colonnello Nutt, il quale per lettera gli aveva espresso la sua volontà di non cederglielo. Nel frattempo, Charlot rovescia, sbadatamente, la spazzatura sulla cameriera e sul pavimento appena pulito e poi rovescia quello che resta nel bidone della spazzatura al di sopra della recinzione, sommergendo di rifiuti il Conte, che si sta recando a casa del colonnello per convincerlo. Tornato in cucina, la cameriera rimprovera Charlot ma poi si dispera per il pavimento che aveva appena lavato e che adesso è ingombro di rifiuti e lui la conforta. Il Conte entra in casa ed è colpito da uno straccio bagnato lanciato dalla cameriera ma destinato a Charlot. Il Conte lo getta via, finendo per colpire il cuoco, e quando il cuoco inizia a prendersela con la cameriera, Charlot la difende. Nel mentre, il Conte incontra il Colonnello che respinge le sue offerte e lo fa cacciare dal maggiordomo. Tornato in strada, il Conte viene minacciato da un borseggiatore armato di pistola ma il Conte lo convince, in breve, a lavorare per lui rubando l'invenzione  del Colonnello. La loro conversazione viene ascoltata da un poliziotto, non visto, che corre a informare i suoi quattro colleghi, i quali irrompono nella casa dei Nutt ma, essendo tutti piuttosto maldestri, creano solo una gran confusione. Nel mentre, Charlot, terminato il suo lavoro giornaliero, si reca ad un dormitorio pubblico per passarvi la notte. Coricatosi, non riesce ad addormentarsi a causa di un ubriaco che canta a voce alta ma che viene sistemato "gentilmente" con una bottigliata sulla testa. Durante la notte, un ladro si introduce nel dormitorio e deruba l'ubriaco privo di sensi ma Charlot, con uno semplice stratagemma riesce a prendersi, a sua volta, i soldi del ladro. Questi, allora, cerca di accoltellarlo e ne segue una rissa che coinvolge tutti gli ospiti del dormitorio. Charlot riesce a scappare, schivando diversi poliziotti per strada, per poi imbattersi nello stesso borseggiatore che si era accordato con il Conte. I due si riconoscono come vecchi amici e Charlot accetta di aiutarlo nel rubare l'invenzione del Colonnello Nutt. In casa, però, vi sono ancora i poliziotti e così, quando essi vedono il borseggiatore si scatena il pandemonio ed, in mezzo al caos ed a causa di alcuni colpi di pistola esplosi dal ladro, l'esplosivo del Colonnello deflagra, facendo volare tutti i poliziotti in aria e demolendo parte della casa. Al termine della catastrofe, il borseggiatore è sepolto sotto una montagna di detriti e si vede spuntare la testa di Charlot da uno sportello della cucina distrutta.